# 大鰭矮脂鯉
大鰭矮脂鯉為輻鰭魚綱脂鯉目琴脂鯉亞目複齒脂鯉科的其中一種，為熱帶淡水魚，分布於非洲盧阿拉巴河、奧塔萬戈河、三比西河上游流域，體長可達6公分，棲息在植被生長茂密且流動的水域，以植物上的昆蟲等小型無脊椎動物為食，生活習性不明。

## 扩展阅读
維基物種上的相關：大鰭矮脂鯉